# Santa Cecilia de Turre Campi
Santa Cecilia de Turre Campi, även benämnd Santa Cecilia a Monte Giordano, Santa Cecilia a Domo Stephani Petri och Santa Cecilia de Lupo Pacho, var en kyrkobyggnad i Rom, helgad åt den heliga Cecilia. Kyrkan var belägen vid dagens Via del Governo Vecchio i Rione Parione. 

## Kyrkans namn
Tillnamnet ”Turre Campi” syftar på området, i vilket kyrkan var belägen. Området hade i sin tur fått namnet från ett torn med namnet Torre di Stefano Pietro; ”Domo Stephani Petri” åsyftar stadsprefekten Stefano Pietros bostad, här palats. ”Monte Giordano” avser den närbelägna kullen Monte Giordano. ”Lupo Pacho” åsyftar förmodligen ett personnamn.

## Kyrkans historia
Kyrkan uppfördes sannolikt under 1100-talet. Dess första dokumenterade omnämnande förekommer i en inskription från 1123 under Calixtus II:s pontifikat (1119–1124). Av denna inskription framgår det att altaret i kyrkan konsekrerades den 8 maj 1123 samt vilka helgonreliker som vördas i kyrkan:
Kyrkan omnämns i en bulla promulgerad år 1186 av påve Urban III; bullan uppräknar den bland filialerna till församlingskyrkan San Lorenzo in Damaso. Kyrkan omnämns därefter i Catalogo di Cencio Camerario, en förteckning över Roms kyrkor sammanställd av Cencio Savelli år 1192 och bär där namnet sce. Cecilie Stephani de Petro.
Därtill förekommer den i Il catalogo Parigino (cirka 1230) som s. Cecilia a domo Stephani Petri, i Il catalogo di Torino (cirka 1320) som Ecclesia sancte Cecilie de Campo och i Il catalogo del Signorili (cirka 1425) som sce. Cecilie de Campo.
I Tassa di Pio IV, en förteckning upprättad under påve Pius IV:s pontifikat (1559–1565), förekommer benämningen Santa Cecilia in Monte Giordano.
Kyrkan var enskeppig och hade ett altare. Påve Gregorius XV överlät 1622 kyrkan åt Oratorianerna, vilka 1599 hade övertagit Santa Maria in Vallicella. Bredvid denna lät de uppföra sitt klosterkomplex med Oratorio dei Filippini; detta innebar att kyrkan Santa Cecilia de Turre Campi revs år 1629.